# Azahari Husin
Azahari Husin, född omkring 1957, död 9 november 2005, var en malaysisk ingenjör, som anses ha legat bakom bombdåden i Bali 2002 och andra attacker genomförda av Jemaah Islamiyah.